# Stygnobrotula latebricola
Stygnobrotula latebricola är en fiskart som beskrevs av Böhlke, 1957. Stygnobrotula latebricola ingår i släktet Stygnobrotula och familjen Bythitidae. IUCN kategoriserar arten globalt som livskraftig. Inga underarter finns listade i Catalogue of Life.